# Вінна-Гура (Лодзинське воєводство)
Вінна-Гура (пол. Winna Góra) — село в Польщі, у гміні Слупія Скерневицького повіту Лодзинського воєводства.
Населення — 248 осіб (2011).
У 1975-1998 роках село належало до Скерневицького воєводства.

## Демографія
Демографічна структура станом на 31 березня 2011 року:
|          | Загалом | Допрацездатний вік | Працездатний вік | Постпрацездатний вік |
| -------- | ------- | ------------------ | ---------------- | -------------------- |
| Чоловіки | 123     | 24                 | 90               | 9                    |
| Жінки    | 125     | 24                 | 82               | 19                   |
| Разом    | 248     | 48                 | 172              | 28                   |